# Idaea fatimata
Idaea fatimata är en fjärilsart som beskrevs av Otto Staudinger 1895. Idaea fatimata ingår i släktet Idaea och familjen mätare. Inga underarter finns listade i Catalogue of Life.